# Delta Delphini
Delta Delphini (11 Delphini) é uma estrela na direção da constelação de Delphinus. Possui uma ascensão reta de 20h 43m 27.55s e uma declinação de +15° 04′ 28.9″. Sua magnitude aparente é igual a 4.43. Considerando sua distância de 203 anos-luz em relação à Terra, sua magnitude absoluta é igual a 0.45. Pertence à classe espectral A7IIIp d Del. É uma estrela variável δ Scuti.